# Hypena poa
Hypena poa är en fjärilsart som beskrevs av Embrik Strand 1920. Hypena poa ingår i släktet Hypena och familjen nattflyn. Inga underarter finns listade i Catalogue of Life.